# László Széchy
László Széchy (* 18. November 1891 in Arad, Österreich-Ungarn; † 12. September 1963 in Budapest) war ein ungarischer Säbelfechter.

## Karriere
Bei den Olympischen Spielen 1924 in Paris gelang László Széchy mit der ungarischen Equipe der Einzug in die Finalrunde, in der sich Ungarn nur Italien geschlagen geben musste. Mit János Garay, Sándor Pósta, József Rády, Zoltán Schenker, Jenő Uhlyárik, Ödön Tersztyánszky und László Berti gewann er somit die Silbermedaille.